# 山県氏
山県氏（やまがたし、やまがたうじ）は日本の氏族。正確な表記は「山縣」。主な系統は下記の流れである。
- 美濃国山県郡発祥の清和源氏多田頼綱流の族は美濃山県氏
- 上記美濃山県氏の系譜を引く甲斐武田氏家臣の族は甲斐山県氏
- 安芸国山県郡発祥の凡姓山県氏の族、美濃山県氏から入った族は安芸山県氏

## 美濃山県氏
美濃山県氏は、美濃国山県郡発祥の族で、清和源氏頼光流多田頼綱の三男であった源国直が同地に居住し「山県」を号したことに始まる。その後、国直の美濃の地盤は長男の国政に継承され、次男の国基は摂津国能勢郡を地盤とし、能勢氏の祖となった。美濃の地盤を引き継いだ国政は『尊卑分脈』の記述によると源頼政の養子となったとされているが、この国政以降、山県氏からは蜂屋氏・落合氏・清水氏・福島氏・平野氏・関氏など多くの庶流を輩出した。主な家紋は桔梗である。
なお同時期に同じ摂津源氏である源国房（初代国直の叔父にあたる）に始まる一族が山県郡からさほど遠くない土岐郡に地盤を築き、後の土岐氏族へと発展しているが、これは先祖にあたる源頼光・頼国が共に美濃守に任じられており、これと関連して当時の摂津源氏が美濃に進出する足掛かりを有していたためであると考えられる。
鎌倉時代以降は御家人に列したが、承久3年（1221年）に後鳥羽上皇が倒幕の兵を挙げると（承久の乱）山県氏も一族を挙げて京方として戦い複数の戦死者を出した。しかし、その後も美濃国内に一定の勢力を保持し、南北朝時代となると、同流の土岐氏が美濃の守護となりその風下に立つことになったが、山県氏も北朝方として行動していたと思われ、一族の山県国兼が室町幕府の内談衆（引付衆）一番手奉行として名が見えるなどしている。
戦国時代になるとその勢力を弱め、室町時代中期になると最終的に所領を棄て、甲斐武田氏を頼って落ちていった。これにより美濃山県氏は滅亡したが、それより前に安芸国に配流された山県三郎なる人物が安芸で勢力を拡大した一族、甲斐に逃亡した一族、それぞれ武田氏の家臣として繁栄した。

## 系譜
```
<初期美濃山県氏系譜>　　太線は実子、細線は養子。

　
源頼光

  　┃
 　
頼国

  　┣━━━━━━━┓
 　
頼綱
（
多田氏
）　  
国房
（
土岐氏
）
  　┣━━┳━━━━━━┓
 　
明国
　
仲政
（
馬場氏
）　　
国直
（山県氏）
　  　　　　　┃　　　　　　　　　 ┣━━┓
 　　　　　　
頼政
　　　　　　　　
国政
　
国基
（
能勢氏
）
  　　　　　　｜
 　　　　　　
国政
 
  　　　　　　┣━━━━━┳━━━━┳━━━━┓
　　　　　 
飛騨瀬国成
　
山県頼清
　
落合国時
　
清水頼兼
```

## 甲斐山県氏
上記の美濃山県氏の一族、山県家信が甲斐武田氏を頼り家臣となった。山県家信の孫にあたる山県虎清の時に武田信虎に諫言して成敗され断絶したという。『甲陽軍鑑』に拠れば、武田家譜代家臣である飯富虎昌は永禄8年（1565年）の謀反事件である義信事件において粛清されており、これを契機に虎昌の弟（甥とも）である昌景が山県家の名跡を継いだといわれ、文書上においても永禄9年8月頃を境に「山県」姓を称していることが確認される（なお、飯富氏の一族は事件後に文書上からは見られなくなる）。
山県昌景は信玄・勝頼期の譜代家老として活動が見られ、主に信玄側近として武田氏朱印状奏者や外交取次を務めている。永禄12年（1569年）には駿河国江尻城代に任じられ武田領国のうち駿河・遠江方面の支配を担当しているが、天正3年（1575年）の長篠の戦いでは昌景が討死する。
家督は子の山県昌満が継いでいるが、江尻城代の後任は河内領主の穴山信君となり、昌満は駿河田中城代に転じている。昌満は1582年の織田信長の甲州征伐により捕らえられ処刑された。
その後、一族は散り散りとなり、武田遺臣として越後国の上杉氏に仕えた者、大坂の陣で討死した者、徳川家臣となった者、帰農した者などがいる。
江戸時代には甲斐北山筋篠原村（山梨県甲斐市）出身の山県大弐が先祖を山県氏としており、現在もその家系は続いている。

## 安芸山県氏
平安時代の末期、山県三郎為綱が安芸国壬生荘に下向し、その領主となったことが安芸山県氏の始まりとされる。これ以前に山県郡志道原荘を領する在地豪族で、大国主命の神裔を称する凡氏の庶流に山県氏もいたが、その系譜と源姓山県氏との関わりは不明である。山県為綱は治承・寿永の乱（源平合戦）では源氏側に付き、その戦いぶりを賞された。
南北朝時代になると、安芸山県氏は毛利親衡らと共に足利直冬側として行動するが、直冬の勢力低下に伴い、北朝に帰順している。その後は安芸武田氏の家臣として活動し、大内氏や毛利氏と戦った。1522年に当主の山県信春は毛利元就の攻撃を受け、居城の壬生城は落城。残った一族の山県元照は、毛利氏の家臣となった。山県氏は安芸武田氏の水軍としても活躍し、毛利元就への従属後は毛利水軍の一員として各地を転戦している。その一族と思われる山県長茂は吉川経家の小姓となり、1581年の鳥取城の戦いにも参加した。吉川経家の切腹にも立ち会った長茂は1644年に「山県長茂覚書」を書き遺し、経家の最期の様子を現在に伝えている。
江戸時代にも山県氏は長州藩士として続き、後に明治の元勲・山縣有朋を出している。

### 山県昌景の安芸山県氏出身説
江戸時代の閥閲録では、山県昌景は安芸山県氏の一族・山県重秋の息子で、昌景の母は飯富虎昌の姉とされる。継母との折り合いが悪く、出奔した昌景が叔父を頼り甲斐に赴いたという。山県昌景が飯富虎昌と余りにも年齢が離れていることも、この説を強めている。

### 系譜
```
安芸山県氏は系譜に不明な点が多いため、参考程度の記述にとどめ置く

山県重綱

   ┃
　
重清

   ┃
　
重秋

   ┣━━┓
　
重房
（
昌景
？）
 　┃
　
元重

 　┣━━┳━━┓
　
元吉
  
元言
  
元次

 　┣━━┳━━┓
　
元則
  
重吉
　
氏延

 　┃　　┣━━┳━━┓
　
元行
　
重信
  
忠次
　
重久

 　┃
　
重忠
```